# Rodolfo Alonso
Rodolfo Alonso (Buenos Aires, 4 de octubre de 1934-20 de enero de 2021) fue un poeta, traductor, ensayista y editor argentino. 

## Biografía
Adolescente aún, fue el más joven de la legendaria revista de vanguardia Poesía Buenos Aires. Primer traductor de Fernando Pessoa en América Latina, a la vez primera con sus principales heterónimos en castellano. Junto con Klaus Dieter Vervuert, fueron de los primeros en traducir poemas de Paul Celan.
Con más de treinta libros (principalmente de poesía, pero también de ensayo y narrativa) publicados tanto en su país como en el exterior, ha desarrollado a la vez una vasta tarea como traductor de grandes poetas del francés, italiano, portugués y gallego. No sólo Fernando Pessoa y Paul Celan. También tradujo a Cesare Pavese, Marguerite Duras, Gillo Dorfles, Carlos Drummond de Andrade, Giuseppe Ungaretti, Paul Éluard, Jacques Prévert, Umberto Saba, Murilo Mendes, Eugenio Montale, Guillaume Apollinaire, Dino Campana, Rosalía de Castro, Manuel Bandeira, Charles Baudelaire, Stéphane Mallarmé, Olavo Bilac, Antonin Artaud, Pier Paolo Pasolini, Paul Valéry, André Breton, Ledo Ivo, Georges Schehadé, Sophia de Mello Breyner Andresen, Saint-Pol-Roux, René Char, entre muchos otros. Dirigió su propia editorial de libros, con un catálogo que llegó a más de doscientos cincuenta títulos. 
Desde su adolescencia, no sólo estuvo en contacto con poetas y escritores, sino también con todos los géneros del arte moderno y la vanguardia. Lo que le permitió desarrollar una activa y múltiple tarea de gestión cultural. Amigo precoz de Juan Carlos Paz, compositor dodecafónico y fundador de la Agrupación Nueva Música. En 1958, durante su función al frente del Departamento de Cultura de la Universidad de Buenos Aires, fundó con el compositor Francisco Kropfl el Estudio de Fonología Musical de la UBA, primer laboratorio de música electrónica en América Latina.  En 1963, el Instituto Di Tella le solicitó especialmente el prólogo para el catálogo de su Primer Premio Internacional de Pintura. Armando Krieger, Rodolfo Arizaga, Alejandro Pinto, el belga Max Vandermaesbrugge y el colombiano Leandro Sabogal, entre otros, pusieron música a poemas de Rodolfo Alonso. En 1989, una pieza de Francisco Kropfl sobre su poema "Orillas", con voz de Lucía Maranca, fue premiada en el Festival Internacional de Bourges.
Antologías y libros suyos fueron publicados en Argentina, Bélgica, Colombia, España, México, Venezuela, Francia, Brasil, Italia, Cuba, Chile, Galicia, Inglaterra. Escribió textos para cine, como el célebre corto metraje Faena. Supo escribir también sobre artes visuales, y muchos de sus libros fueron ilustrados por grandes artistas argentinos: Libero Badii, Alfredo Hlito, Juan Grela, Clorindo Testa, Rómulo Macció, Rogelio Polesello, Guillermo Roux, Miguel Ocampo, Josefina Robirosa, etc. Entre otras distinciones se destacan: Premio Nacional de Poesía (1997). Orden “Alejo Zuloaga” de la Universidad de Carabobo (Venezuela, 2002). Premio Konex de Poesía (2002). Gran Premio de Honor de la Fundación Argentina para la Poesía (2004). Palmas Académicas de la Academia Brasileña de Letras (2005). Premio Único de Ensayo Inédito de la Ciudad de Buenos Aires (2005). Premio Festival Internacional de Poesía de Medellín (Colombia, 2006). Premio Rosa de Cobre de la Biblioteca Nacional (2014).
Dirigió la colección La Gran Poesía de Eduvim (Editorial Universitaria de Villa María). La Universidad de Princeton se ha hecho cargo de su archivo personal (epistolar y fotográfico).
Éditions Gallimard, de París, editó Correspondance (1952-1983), de René Char y Raúl Gustavo Aguirre, precedido por el prólogo "René Char et nous", de Rodolfo Alonso. Y Éditions Caractères, también de París, publicó igualmente su edición bilingüe de La lumière et les cendres / Milonga pour Juan Gelman, de Jacques Ancet, con traducción al castellano y prólogo de Rodolfo Alonso: "Avec Juan, sans Juan". Ambos libros fueron presentados en el Salón del Libro de París, del 21 al 24 de marzo de 2014.

## Obra
- Salud o nada (poesía). Ediciones Trayectoria, Buenos Aires, 1954.
- Buenos vientos (poesía). Ediciones Poesía Buenos Aires, Buenos Aires, 1956.
- El músico en la máquina (poesía). Con dibujos de Libero Badii. Librería Galatea, Buenos Aires, 1958.
- Duro mundo (poesía). Con un dibujo de Eduardo A. Serón. Universidad Nacional del Litoral, Santa Fe, 1959.
- El jardín de aclimatación (poesía). Con dibujos de Clorindo Testa. Boa Ediciones, Buenos Aires, 1959.
- Gran Bebé (poesía). Ediciones Poesía Buenos Aires, Buenos Aires, 1960.
- Poèmes (antología bilingüe). Con selección y traducción de Fernand Verhesen. Éditions Le Cormier, Bruselas, 1961.
- Entre dientes (poesía). Con un dibujo de Alfredo Hlito. Fondo de Escritores Asociados, Buenos Aires, 1963.
- Hablar claro (poesía). Con dibujos de Rómulo Macció y portada de Rogelio Polesello. Editorial Sudamericana, Buenos Aires, 1964.
- Relaciones (poesía). Ediciones del Mediodía, Buenos Aires, 1968.
- Hago el amor (poesía). Prólogo de Carlos Drummond de Andrade. Editorial Biblioteca, Rosario, 1969.
- Primera antología de la ciencia-ficción latinoamericana. Rodolfo Alonso Editor, Buenos Aires, 1970.
- Guitarrón (poesía). Ediciones La Ventana, Rosario, 1975.
- Señora Vida (poesía). Con un dibujo de Guillermo Roux. Editorial Galerna, Buenos Aires, 1979.
- Cien poemas escogidos (antología). Fundación Argentina para la Poesía, Buenos Aires, 1980.
- Sol o sombra (poesía). Editorial Libros de América, Buenos Aires, 1981.
- Poesía: lengua viva (ensayo). Editorial Libros de América, Buenos Aires, 1982.
- Alrededores (poesía). Centro Editor de América Latina, Buenos Aires, 1983.
- No hay escritor inocente (ensayo). Librería del Plata, Buenos Aires, 1985.
- Jazmín del país (poesía). Con dibujos de Josefina Robirosa, Juan Grela y Guillermo Roux. Editorial Ocruxaves, San Isidro (Buenos Aires), 1988.
- Jazmín del país (poesía). Con un dibujo de Guillermo Roux. Ediciós do Castro, Sada, España, 1988.
- El fondo del asunto (relato). Torres Agüero Editor, Buenos Aires, 1989.
- Liturgias de una lengua (ensayo). Ediciós do Castro, Sada, España, 1989.
- La palabra insaciable (ensayo). Torres Agüero Editor, Buenos Aires, 1992.
- Poemas escogidos (antología). Prólogos de Milton de Lima Sousa y Daniel Samoilovich. Ediciós do Castro, Sada, España, 1992.
- 70 poemas de 35 años (antología). Prólogo de Fernand Verhesen. Ediciones de la Aguja, Buenos Aires, 1993.
- Música concreta (poesía). Prólogo de António Ramos Rosa. Editorial Plus Ultra, Buenos Aires, 1994.
- Lengua viva (antología poética). Ediciones La Hoja Murmurante, Toluca, México, 1994.
- Poemas (antología). Ediciones de la revista Golpe de Dados, Bogotá, 1995.
- Tango del gallego hijo (relato). Ediciós do Castro, Sada, España, 1995.
- Antología poética. Fondo Nacional de las Artes, Buenos Aires, 1996.
- Defensa de la poesía (ensayo). Editorial Vinciguerra, Buenos Aires, 1997.
- Aguafuertes gallegas, crónicas de Roberto Arlt. Prólogo de Rodolfo Alonso. Ameghino Editora, Rosario, 1997.
- Aguafuertes gallegas, crónicas de Roberto Arlt. Prólogo de Rodolfo Alonso. Ediciós do Castro, Sada, España, 1997.
- Se miran, se presienten, se desean / El erotismo en la poesía argentina (antología). Selección, prólogo y notas de Rodolfo Alonso. Ameghino Editora, Rosario, 1997.
- Madre Luz, antología poética de José Pedroni. Selección y prólogo de Rodolfo Alonso. Ameghino Editora, Rosario, 1997.
- Elle, soudain (antología bilingüe). Prólogo y traducción de Fernand Verhesen, en colaboración con Roger Munier y Jean A. Mazoyer. Editorial L'Harmattan, París, 1999.
- El arte de callar (poesía). Contratapa de Juan José Saer. Alción Editora, Córdoba (Argentina), 2003.
- Antologia pessoal (antología bilingüe). Traducido por José Augusto Seabra, Anderson Braga Horta y José Jeronymo Rivera. Thesaurus Editora, Brasilia, 2003.
- La otra vida (antología poética). Prólogo de António Ramos Rosa. Común Presencia Editores, Bogotá, 2003.
- A favor del viento (poesía reunida 1952-1956). Incluye: "Salud o nada", "Buenos vientos", "El músico en la máquina", "Duro mundo", "El jardín de aclimatación", "Gran Bebé". Editorial Argonauta, Buenos Aires, 2004.
- Antología personal. Editorial Vinciguerra, Buenos Aires, 2004.
- Canto hondo (antología poética). Universidad de Carabobo, Valencia (Venezuela), 2004.
- Poesía junta (antología). Prólogo de Juan Gelman. Alforja, México, 2006.
- La voz sin amo (ensayo). Prólogo de Héctor Tizón. Alción Editora, Córdoba, 2006.
- Poemas pendientes (poesía). Universidad Nacional de Colombia, Bogotá, 2006.
- República de viento (ensayo). Editorial Leviatán, Buenos Aires, 2007.
- Dejen en paz a la Gioconda, textos inéditos de Alfredo Hlito. Edición, revisión y prólogo de Rodolfo Alonso. Ediciones Infinito, Buenos Aires, 2007.
- La voz sin amo (ensayo). Ediciones de Medianoche, Zacatecas (México), 2008.
- Il rumore del mondo (antología poética bilingüe). Prólogo de Juan Gelman. Selección y traducción de Sara Pagnini. Edizioni Ponte Sisto, Roma, 2009.
- Ser sed (antología poética). Prólogo de Juan Gelman. Editorial Arte y Literatura, La Habana, 2009.
- El arte de callar (poesía). Introducción de Juan José Saer. Editorial El Perro y la Rana, Caracas, 2009.
- La vida entera (antología poética". Prólogo de Juan Gelman. Universidad de las Islas Baleares, Palma de Mallorca, 2009.
- Poemas pendientes (poesía). Prólogo de Lêdo Ivo. Alción Editora, Córdoba, 2010.
- Poesía Buenos Aires (1950-1960) (antología íntima). Edición, prólogo y notas de Rodolfo Alonso. Ediciones del Dock, Buenos Aires, 2010.
- Entre dientes (poesía). Con una carta de Jorge Teillier. Pequeño Dios Editores, Santiago de Chile, 2011.
- Poemas pendientes (poesía). Con prólogo de Lêdo Ivo. Universidad Veracruzana, Xalapa, 2011.
- ¿Quién conoce a Antonin Artaud? (antología de textos y poemas). Selección, traducción y notas de Rodolfo Alonso. Alción Editora, Córdoba, 2011.
- Poesía inmediata (antología poética). Editorial Ciudad Gótica, Rosario, 2012.
- Defensa de la Poesía (ensayo). Alción Editora, Córdoba, 2012.
- En el aura de Saer (poesía, correspondencia, fotos, documentos). Del Centro Editores, Madrid, 2013.
- Entre dientes (poesía, con un dibujo de Alfredo Hlito). Alción Editora, Córdoba, 2014.
- René Char et nous (prólogo). En "Correspondance 1952-1983", de René Char y Raúl Gustavo Aguirre. Gallimard, París, 2014.
- Avec Juan, sans Juan (prólogo y traducción). En "La lumière et les cendres / Milonga pour Juan Gelman", de Jacques Ancet. Caractères, París, 2014.
- Defensa de la Poesía (ensayo). Universidad Veracruzana, Xalapa, México, 2014.
- Lengua viva (poesía reunida 1968-1993). Eduvim, Córdoba, 2014.
- Poesía Buenos Aires (1950-1960) (antología íntima). Selección, prólogo y notas de Rodolfo Alonso. Taberna Libraria Editores, Zacatecas, 2014.
- A flor de labios (poesía). Alción, Córdoba, 2015.
- L´art de se taire (poesía), bilingüe, traducción francesa de Bernardo Schiavetta, palabras preliminares de Juan José Saer. Reflet des Lettres, París, 2015.
- Cheiro de choiva (poesía), en idioma gallego, prólogo de Xosé Luís Méndez Ferrín. Barbantesa, Cangas-Sevilla, 2015.
- Dernier tango à Rosario (poesía), antología bilingüe, traducciones al francés de Roger Munier, Jacques Ancet, Marcel Hénnart y otros. Edición del Festival de Poesía de Sète, Francia. Al Manar, París, 2015.
- The art of keeping quiet (poesía), antología bilingüe 1952-2011, selección y traducción de Katherine Hedeen y Víctor Rodríguez Núñez. Salt, Cromer, Inglaterra, 2015.
- Poemas pendentes (poesía, bilingüe), prólogo de Ledo Ivo, epílogo de Carlos Drummond de Andrade, traducción de Anderson Braga Horta. Penalux Editora, Guaratinguetá, Sao Paulo, Brasil, 2016
- Entre les dents (poesía, bilingüe), traducción de Jacques Ancet. Po&psy/Érès, Toulouse, 2016.
- René Char o el honor de la luz, seguido de "René Char y nosotros" (ensayo), prólogo de Rodolfo Alonso. En: "Correspondencia y poemas", de René Char y Raúl Gustavo Aguirre. Edhasa, Buenos Aires, 2016.
- Tango do galego fillo (narrativa), de Rodolfo Alonso, traducción al gallego de Moisés Barcia. Barbantesa, Cangas-Sevilla, 2016.
- Piedra libre, poemas de Rodolfo Alonso, edición para bibliófilos de 20 ejemplares numerados, cada uno con un dibujo original de Santiago Alonso. Artesanías Gráficas, Buenos Aires, 2016.
- Miguel Hernández, rayo que no cesa, prólogo de Rodolfo Alonso. En: "DENTRO --de luz", poemas en prosa juveniles de Miguel Hernández. Eduvim, Córdoba, 2017.
- El uso de la palabra (poesía reunida 1956/1983), de Rodolfo Alonso, prólogo de Fernand Verhesen. Eduvim, Córdoba, 2017.
- Arte de ver (ensayos sobre artes visuales), de Rodolfo Alonso. Alción, Córdoba, 2017.
- Olor a lluvia / Odore di pioggia, poemas escogidos 1952-2002, de Rodolfo Alonso. Selección y traducción de Giuseppe Mascotti. Prólogo del autor. Ebook bilingüe. Universidad Nacional del Litoral, Santa Fe, 2018. http://www.fhuc.unl.edu.ar/portalgringo/crear/gringa/index_e.html
- Ser sed (poesía reunida 1993-2018), de Rodolfo Alonso. Prólogo de Jorge Monteleone. Eduvim, Córdoba, 2019.
- Cien poemas escogidos (antología personal 1952-2014), de Rodolfo Alonso. Prólogo de Ledo Ivo. Ediciones El Gallo de Oro, Bilbao, 2019, 196 pgs.
- Defensa de la Poesía, ensayos de Rodolfo Alonso. Ediciones El Galo de Oro, Bilbao, 2019.

## Principales traducciones
- El oficio de poeta, de Cesare Pavese. Ensayos escogidos. Selección y traducción de Rodolfo Alonso y Hugo Gola, Ediciones Nueva Visión, Buenos Aires, 1957, con reediciones sucesivas.
- Constantes técnicas de las artes, de Gillo Dorfles. Ensayo. Traducción de Rodolfo Alonso, Ediciones Nueva Visión, Buenos Aires, 1958.
- Hiroshima mon amour, de Marguerite Duras. Guion cinematográfico. Traducción de Rodolfo Alonso, en revista Tiempo de Cine, Buenos Aires, núm. 1, 1960.
- Poemas, de Fernando Pessoa. Antología poética. Selección, traducción y prólogo de Rodolfo Alonso, Fabril Editora, Buenos Aires, 1961, con reediciones sucesivas.
- Trabajar cansa / Vendrá la muerte y tendrá tus ojos, de Cesare Pavese. Poesía completa. Traducción de Rodolfo Alonso, prólogo de Marcelo Ravoni, Editorial Lautaro, Buenos Aires, 1961.
- Moderato cantabile, de Marguerite Duras. Novela. Traducción de Rodolfo Alonso, Fabril Editora, Buenos Aires, 1961, con reedición española de Editorial Planeta.
- Poemas escogidos, de Giuseppe Ungaretti. Antología poética. Selección, traducción y prólogo de Rodolfo Alonso, Fabril Editora, Buenos Aires, 1962, con reediciones sucesivas.
- Poesía alemana de hoy, de Ingeborg Bachmann, Paul Celan, Günter Eich, Hans Magnus Enzensberger, Günter Grass, Helmut Heissenbüttel, Karl Krolow y Nelly Sachs. Antología poética. Traducción de Klaus Dieter Vervuert y Rodolfo Alonso, prólogo de Hans Bender, selección de Klaus Dieter Vervuert, Editorial Sudamericana, Buenos Aires, 1967.
- Antología poética, de Paul Éluard. Poesía. Selección y traducción de Rodolfo Alonso y Raúl Gustavo Aguirre, prólogo de Rodolfo Alonso, Ediciones del Mediodía, Buenos Aires, 1968.
- Feria de agosto, de Cesare Pavese. Relato. Traducción de Rodolfo Alonso, Ediciones Siglo Veinte, Buenos Aires, 1968.
- Historias, de Jacques Prévert. Poesía. Traducción de Rodolfo Alonso, Rodolfo Alonso Editor, Buenos Aires, 1970.
- Poesía italiana contemporánea. Antología poética. Selección, traducción y notas de Rodolfo Alonso, Universidad de Carabobo, Valencia, Venezuela, 1970.
- Diario inédito, del Marqués de Sade. Diario. Traducción de Rodolfo Alonso, Rodolfo Alonso Editor, Buenos Aires, 1971.
- Poemas, de Salvatore Quasimodo. Antología. Selección y traducción de Rodolfo Alonso, Ediciones La Ventana, Rosario, 1971.
- Cuentos, de Cesare Pavese. Relato. Selección y traducción de Rodolfo Alonso, Centro Editor de América Latina, Buenos Aires, 1971.
- De la tradición oral a la literatura, de Guy de Bosschère. Ensayo. Traducción de Rodolfo Alonso, Rodolfo Alonso Editor, Buenos Aires, 1973.
- Poemas, de Eugenio Montale. Antología. Selección, traducción y nota de Rodolfo Alonso, Ediciones La Ventana, Rosario, 1974.
- Introducción a la Poética, de Paul Valéry. Ensayo. Traducción de Rodolfo Alonso, Rodolfo Alonso Editor, Buenos Aires, 1975.
- Diálogo entre un sacerdote y un moribundo, del Marqués de Sade. Diálogo. Traducción de Rodolfo Alonso, Rodolfo Alonso Editor, Buenos Aires, 1975.
- Poemas, de Dino Campana. Antología. Selección y traducción de Rodolfo Alonso, Ediciones La Ventana, Rosario, 1975.
- ¿Quién conoce a Antonin Artaud?. Antología. Selección, traducción y notas de Rodolfo Alonso, Rodolfo Alonso Editor, Buenos Aires, 1975.
- Poemas escogidos (y un inédito sobre Borges), de Murilo Mendes. Antología poética. Selección, traducción y nota de Rodolfo Alonso, Ediciones La Ventana, Rosario, 1976.
- La virgen imprudente y otros poemas, de Murilo Mendes. Antología poética. Selección y traducción de Rodolfo Alonso, prólogo de Santiago Kovadloff, Editorial Calicanto, Buenos Aires, 1978.
- 35 poemas, de Murilo Mendes. Antología poética. Selección, traducción y nota de Rodolfo Alonso, Editorial Fundarte, Caracas, 1979.
- El mundo de Charles Baudelaire. Antología. Selección y traducción de Rodolfo Alonso, en colaboración con otros autores, Centro Editor de América Latina, Buenos Aires, 1980.
- El mundo de Guillaume Apollinaire. Antología. Selección, traducción y prólogo de Rodolfo Alonso, Centro Editor de América Latina, Buenos Aires, 1980.
- La poesía surrealista. Antología. Selección y prólogo de Rodolfo Alonso, traducción de Rodolfo Alonso y Aldo Pellegrini, Centro Editor de América Latina, Buenos Aires, 1980.
- Poemas, de António Ramos Rosa. Antología. Selección, traducción y prólogo de Rodolfo Alonso, Editorial Fundarte, Caracas, 1980.
- El presidente burlado y otras páginas, del Marqués de Sade. Relato. Selección y prólogo de Rodolfo Alonso, traducción de Rodolfo Alonso en colaboración con otros autores, Centro Editor de América Latina, Buenos Aires, 1982, 2 tomos.
- El coloquio del río y otros cuentos, de Cesare Pavese. Relato. Selección, traducción y prólogo de Rodolfo Alonso, Centro Editor de América Latina, Buenos Aires, 1982.
- Poemas', de António Ramos Rosa. Antología. Selección, traducción y nota de Rodolfo Alonso, con un dibujo original de Roberto Fontanarrosa, Ediciones de la revista El Lagrimal Trifurca, Rosario, 1982.
- Cantos órficos y otros cantos, de Dino Campana, Umberto Saba, Giuseppe Ungaretti, Eugenio Montale y Salvatore Quasimodo. Antología poética. Selección, traducción, prólogo y notas de Rodolfo Alonso, Centro Editor de América Latina, Buenos Aires, 1982.
- Los Mares del Sud y otros poemas, de F. T. Marinetti, Ardengo Soffici, Piero Jahier, Aldo Palazzeschi, Vincenzo Cardarelli, Libero de Libero, Leonardo Sinisgalli, Cesare Pavese, Alfonso Gatto, Vittorio Sereni, Franco Fortini, Pier Paolo Pasolini, Rocco Scotellaro y Edoardo Sanguineti. Antología poética. Selección, traducción, prólogo y notas de Rodolfo Alonso, Centro Editor de América Latina, Buenos Aires, 1982.
- Lluvia oblicua y otros poemas, de Fernando Pessoa, Mario de Sá Carneiro, Adolfo Casais Monteiro, Sophia de Mello Breyner Andresen, Carlos de Oliveira, Egito Gonçalves, Mario Cesariny y António Ramos Rosa. Antología poética. Selección, traducción, prólogo y notas de Rodolfo Alonso, Centro Editor de América Latina, Buenos Aires, 1983.
- La victoria de Guernica y otros poemas, de Pierre-Jean Jouve, Paul Éluard, André Breton, Antonin Artaud, Robert Ganzo, Jacques Prévert, Georges Schehadé y Georges Brassens. Antología poética. Selección, traducción, prólogo y notas de Rodolfo Alonso, Centro Editor de América Latina, Buenos Aires, 1983.
- Jandira y otros poemas, de Manuel Bandeira, Dante Milano, Cecília Meireles, Murilo Mendes, Carlos Drummond de Andrade, Augusto Frederico Schmidt, Vinicius de Moraes y João Cabral de Melo Neto. Antología poética. Selección, traducción, prólogo y notas de Rodolfo Alonso, Centro Editor de América Latina, Buenos Aires, 1983.
- La tercera orilla del río y otros textos, de Aníbal M. Machado, Murilo Mendes, Carlos Drummond de Andrade, João Guimarães Rosa, Clarice Lispector y Milton de Lima Sousa. Antología. Selección, traducción, prólogo y notas de Rodolfo Alonso, Centro Editor de América Latina, Buenos Aires, 1983.
- Diarios de vida y obra, de Cesare Pavese y Elio Vittorini. Antología de sus diarios. Selección, traducción, prólogo y notas de Rodolfo Alonso, Centro Editor de América Latina, Buenos Aires, 1983.
- Poemas, de Guido Cavalcanti. Antología. Selección y traducción de Rodolfo Alonso, Il Nuovo, Vecchio Stil, Córdoba, 1986.
- Dos poetas medievales italianos. Antología de Guido Cavalcanti y Cecco Angiolieri. Selección, traducción y nota de Rodolfo Alonso, Ediciones de la revista El Lagrimal Trifurca, Rosario, 1986.
- Mundo grande y otros poemas, de Carlos Drummond de Andrade. Antología poética. Selección, traducción y prólogo de Rodolfo Alonso, Centro Editor de América Latina, Buenos Aires, 1987.
- Mi gran ternura y otros poemas, de Manuel Bandeira. Antología poética. Selección, traducción y prólogo de Rodolfo Alonso, Centro Editor de América Latina, Buenos Aires, 1987.
- La linda pelirroja y otros poemas, de Guillaume Apollinaire. Antología poética. Selección, traducción y prólogo de Rodolfo Alonso, Centro Editor de América Latina, Buenos Aires, 1987.
- Poemas, de Cecco Angiolieri. Antología poética. Selección y traducción de Rodolfo Alonso, Il Nuevo, Vecchio Stil, Córdoba, 1988.
- El oficio de poeta, de Cesare Pavese Ensayo. Selección y traducción de Rodolfo Alonso y Hugo Gola, Universidad Iberoamericana, México, 1994.
- Sol sem imagem, de Thomaz Albornoz Neves. Poesía. Traducción de Rodolfo Alonso, Topbooks Editora, Río de Janeiro, 1996. Bilingüe.
- Airiños, airiños aires, de Rosalía de Castro. Antología poética bilingüe.. Selección, traducción, prólogo y notas de Rodolfo Alonso, Ameghino Editora, Buenos Aires, 1997.
- Los demonios del amor, de Guillaume Apollinaire. Ensayo. Traducción y prólogo de Rodolfo Alonso, Editorial Vinciguerra, Buenos Aires, 1998.
- Destino y obra de Camoens, de Jorge Luis Borges. Recopilación bilingüe. Selección y prólogo de José Augusto Seabra. Traducción de Rodolfo Alonso y otros autores, Embajada de Portugal, Buenos Aires, 2001.
- Poetas portugueses y brasileños. De los simbolistas a los modernistas (1890-1940). Antología bilingüe. Selección y prólogo de José Augusto Seabra. Traducción de Rodolfo Alonso y otros autores, Thesaurus Editora, Brasilia, 2002. Bilingüe.
- Sete tangos mentais, de José Augusto Seabra. Poesía. Traducción de Rodolfo Alonso, Edições do Tâmega, Amarante, Portugal, 2002. Bilingüe.
- La educación del estoico, de Fernando Pessoa. Ensayo. Traducción de Rodolfo Alonso, Emecé Editores, Buenos Aires, 2002.
- Estrella de la vida entera, de Manuel Bandeira. Antología poética. Selección, traducción y prólogo de Rodolfo Alonso, Adriana Hidalgo editora, Buenos Aires, 2003.
- Poemas escogidos, de Giuseppe Ungaretti Antología poética. Selección, traducción y prólogo de Rodolfo Alonso, Común Presencia Editores, Bogotá, 2003.
- El banquero anarquista, de Fernando Pessoa. Relato. Traducción de Rodolfo Alonso, Emecé Editores, Buenos Aires, 2003.
- Mensaje, de Fernando Pessoa. Poesía. Traducción de Rodolfo Alonso, Emecé Editores, Buenos Aires, 2004. Bilingüe.
- Cartas sobre la Poesía, de Stéphane Mallarmé. Correspondencia. Selección, traducción, prólogo y notas de Rodolfo Alonso, Ediciones del Copista, Córdoba, 2004.
- Diálogo del Árbol, de Paul Valéry. Diálogo. Traducción, prólogo y notas de Rodolfo Alonso, Ediciones del Copista, Córdoba, 2004.
- Aforismos y afines, de Fernando Pessoa. Aforismos. Traducción y prólogo de Rodolfo Alonso, Emecé Editores, Buenos Aires, 2005.
- Antología poética, de Fernando Pessoa. Selección, traducción, prólogo y notas de Rodolfo Alonso, Editorial Argonauta, Buenos Aires, 2005.
- Poesía escogida, de Olavo Bilac. Antología poética. Selección, traducción y prólogo de Rodolfo Alonso, Ediciones de la Flor, Buenos Aires, 2005.
- Escritos autobiográficos, automáticos y de reflexión personal, de Fernando Pessoa. Documentos. Traducción y edición local de Rodolfo Alonso, edición original y prólogo de Richard Zenith, Emecé Editores, Buenos Aires, 2005.
- Antología, de Carlos Drummond de Andrade. Antología poética. Selección, traducción y prólogo de Rodolfo Alonso, Ediciones Arquitrave, Bogotá, 2005.
- “No saciada sed, de Charles Baudelaire. Antología poética. Selección, traducción y notas de Rodolfo Alonso, Ediciones Arquitrave, Bogotá, 2005.
- Antología poética, de Sophia de Mello Breyner Andresen. Selección, traducción y prólogo de Rodolfo Alonso, Ediciones Arquitrave, Bogotá, 2005.
- La región sumergida, de Tabajara Ruas. Novela. Traducción de Rodolfo Alonso, Emecé Editores, Buenos Aires, 2006.
- Antología esencial, de Paul Éluard. Antología poética. Selección, traducción y prólogo de Rodolfo Alonso, Colección Alas Vivas, Morelia, México, 2006.
- Antología esencial, de Cesare Pavese. Antología en prosa y verso. Selección, traducción y prólogo de Rodolfo Alonso, Generación 2000 Gente de Arte, Buenos Aires, 2007.
- Poesía en general, de Lêdo Ivo. Antología 1940-2004. Selección, traducción y prólogo de Rodolfo Alonso. Alforja, México, 2008.
- Antología esencial, de Charles Baudelaire. Antología. Selección, traducción y notas de Rodolfo Alonso. Generación 2000 Gente de Arte, Buenos Aires, 2008.
- Lluvia oblicua y otros poemas, de Fernando Pessoa, Mario de Sá Carneiro, Adolfo Casais Monteiro, Sophia de Mello Breyner Andresen, Carlos de Oliveira, Egito Gonçalves, Mario Cesariny, António Ramos Rosa. Antología. Estudio preliminar, selección, traducción y notas de Rodolfo Alonso. Fundación Editorial El Perro y La Rana, Caracas, 2008.
- Mostra della poesia – Gli italiani / Los italianos. Selección, traducción y prólogo de Rodolfo Alonso. Bid & Co. Editor, Caracas, 2008.
- Antología esencial, de Charles Baudelaire. Edición bilingüe. Selección, traducción y prólogo de Rodolfo Alonso. Fundación Editorial El Perro y La Rana, Caracas, 2009.
- Cartas sobre la Poesía, de Stéphane Mallarmé. Selección, traducción, prólogo y notas de Rodolfo Alonso. Fundación Editorial El Perro y La Rana, Caracas, 2009.
- 50 poemas escogidos, de Carlos Drummond de Andrade. Selección, traducción y prólogo de Rodolfo Alonso. Fundación Editorial El Perro y La Rana, Caracas, 2009.
- El amor y otros productos, antología poética de Carlos Drummond de Andrade. Selección, traducción y prólogo de Rodolfo Alonso. Universidad Autónoma de Nuevo León, Morelia, 2009.
- Cartas sobre la Poesía, de Stéphane Mallarmé. Selección, traducción, prólogo y notas de Rodolfo Alonso. Ediciones de Medianoche, Zacatecas, 2010.
- Martinica, encantadora de serpientes, de André Breton. Con textos e ilustraciones de André Masson. Traducción y prólogo de Rodolfo Alonso. Editorial Argonauta, Buenos Aires, 2010.
- El alienista, de Joaquim Maria Machado de Assis. Traducción y nota de Rodolfo Alonso. Editorial Leviatán, Buenos Aires, 2010.
- Introducción a la Poética, de Paul Valery, traducción y prólogo de Rodolfo Alonso. Alción Ediora, Córdoba, 2011.
- Trabajar cansa / Vendrá la muerte y tendrá tus ojos, de Cesare Pavese, traducción y prólogo de Rodolfo Alonso. Alción Editora, Córdoba, 2011.
- ¿Quién conoce a Antonin Artaud?, de varios autores, selección, traducción y notas de Rodolfo Alonso. Alción Editora, Córdoba, 2011.
- Los Poemas, antología bilingüe de Georges Schehadé, selección, traducción y prólogo de Rodolfo Alonso. Taberna Letrada Editores, Zacatecas, 2011.
- Cartas sobre la poesía, de Stéphane Mallarmé. Selección, traducción, prólogo y notas de Rodolfo Alonso. Ediciones Matanzas, Cuba, 2011.
- Epigramas y otros poemas, antología bilingüe de Pier Paolo Pasolini. Selección, traducción y prólogo de Rodolfo Alonso. Alción Editora, Córdoba, 2012.
- Poesía escogida, de Carlos Drummond de Andrade. Selección, traducción y prólogo de Rodolfo Alonso. Alción Editora, Córdoba, 2012.
- Amé palabras simples, antología bilingüe de Umberto Saba. Selección, traducción y prólogo de Rodolfo Alonso. Alción Editora, Córdoba, 2012.
- La poesía sopla donde quiere, antología de Murilo Mendes. Selección, traducción y prólogo de Rodolfo Alonso. Alción Editora, Córdoba, 2012.
- Los Poemas, antología bilingüe de Georges Schehadé. Selección, traducción y prólogo de Rodolfo Alonso. Hilos Editora, Buenos Aires, 2013.
- Mi bella tenebrosa, antología bilingüe de Charles Baudelaire. Selección, traducción, prólogo y notas de Rodolfo Alonso. Eduvim, Córdoba, 2013.
- Cantos órficos, antología bilingüe de Dino Campana. Selección, traducción y prólogo de Rodolfo Alonso. Eduvim, Córdoba, 2013.
- La lumière et les cendres / Milonga pour Juan Gelman, de Jacques Ancet, prólogo y traducción de Rodolfo Alonso. Éditions Caractères, París, 2014.
- Leda y otros poemas, de Paul Éluard, selección, traducción y prólogo de Rodolfo Alonso. Alción Editora, Córdoba, 2014.
- Poesía alemana de posguerra (1945-1966), de Paul Celan, Gunter Grass y otros, selección de Klaus Dieter Vervuert, traducción de Rodolfo Alonso y Klaus Dieter Vervuert. Alción Editora, Córdoba, 2014.
- Lluvia oblicua, de Fernando Pessoa, Mário de Sá Carneiro y otros poetas portugueses del Siglo XX, selección, traducción, prólogo y notas de Rodolfo Alonso. Ediciones Matanzas, Matanzas, Cuba, 2014.
- Las cenizas y la luz / Milonga para Juan Gelman, de Jacques Ancet, traducción y prólogo de Rodolfo Alonso. Alción Editora, Córdoba, 2014.
- La razón ardiente, antología bilingüe de Guillaume Apollinaire, selección, traducción y prólogo de Rodolfo Alonso. Eduvim, Córdoba, Argentina, 2014.
- La primavera hitleriana y otros poemas, de Eugenio Montale, selección, traducción y prólogo de Rodolfo Alonso. Alción Editora, Córdoba, 2015, bilingüe.
- Poemas de amor, de Paul Éluard. Versiones en castellano de poetas argentinos: Raúl Gustavo Aguirre, Rodolfo Alonso, Aldo Pellegrini y otros. Ediciones en Danza, Buenos Aires, 2016, bilingüe.
- YO es otros, antología esencial de Fernando Pessoa. Selección, traducción, prólogo y notas de Rodolfo Alonso. Editorial de la Universidad de Valparaíso, Valparaíso, bilingüe, en prensa.
- Un día blanco y otros poemas, de Sophia de Mello Breyner Andresen. Selección, traducción y prólogo de Rodolfo Alonso. Alción, Córdoba, bilingüe, 2017.
- La gloria de la lengua, poesía medieval italiana de Guido Guinizelli, Guido Cavalcanti y Cecco Angiolieri. Selección, traducción, prólogo y notas de Rodolfo Alonso. Eduvim, Córdoba, bilingüe, 2017.
- YO es otros, antología esencial de Fernando Pessoa. Selección, traducción, introducción y notas de Rodolfo Alonso. Eduvim, Córdoba, bilingüe, 2018.
- El oficio de poeta, ensayos escogidos de Cesare Pavese. Selección y traducción de Rodolfo Alonso y Hugo Gola. Prólogo y apéndice de Rodolfo Alonso. Editorial Duino, Buenos Aires, 2018.
- YO es otros, antología esencial bilingüe de Fernando Pessoa. Selección, traducción, prólogo y notas de Rodolfo Alonso. Editoria de la Universidad de Valparaíso, Valparaíso, Chile, 2019.
- Estoy vivo y escribo sol, antología bilingüe de António Ramos Rosa. Selección, traducción y prólogo de Rodolfo Alonso. Editorial Duino, Buenos Aires, 2019.
- Vivir, límite inmenso, antología bilingüe de René Char. Selección, traducción y prólogo de Rodolfo Alonso. Alción, Córdoba, 2019.
- El inmortal futuro, poesía escogida bilingüe de Saint-Pol-Roux. Selección, traducción y prólogo de Rodolfo Alonso. Eduvim, Córdoba, Argentina, 2019.
- Mi bella tenebrosa, antología esencial bilingüe de Charles Baudelaire. Selección, traducción y prólogo de Rodolfo Alonso. Duino, Buenos Aires, 2020.